# Chi Cygni
Chi Cygni, (χ Cygni, förkortat Chi Cyg, χ Cyg), som är stjärnans Bayer-beteckning, är en ensam stjärna i den sydvästra delen av stjärnbilden Svanen. Den har en starkt varierande skenbar magnitud på +3,3 - 14,2 och är endast periodvis synlig för blotta ögat. Baserat på parallaxmätningar i Hipparcos-uppdraget på ca 5,5 mas beräknas den befinna sig på ca 550 ljusårs (169 parsek) avstånd från solen.

## Historik
Flamsteed noterade att hans stjärna 17 Cygni var Bayers Chi Cygni. Det antas att Chi Cygni inte var synlig vid den tidpunkten, men det finns ingen ytterligare information och avvikelsen noterades först 1816. Bayer hade registrerat sin Chi Cygni som en stjärna av 4:e magnituden, förmodligen nära maximal ljusstyrka.
Astronomen Gottfried Kirch upptäckte variabiliteten hos Chi Cygni år 1686. Samtidigt som han undersökte det här området av himlen för observationer av Nova Vulpeculae noterade han att stjärnan märkt som χ i Bayers Uranometria-atlas saknades. Han fortsatte att övervaka området och den 19 oktober 1686 registrerade han den på 5:e magnituden. Kirch såg Chi Cygni som en vanlig variabel med en period på 404,5 dygn, men det noterades snabbt att både period och amplitud varierade väsentligt från cykel till cykel.
Stjärnan observerades endast sporadiskt fram till 1800-talet. En kontinuerlig följd av observationer gjordes av Argelander och Schmidt från 1845 till 1884. Dessa var de första serierna av observationer som visade minima av ljusvariationerna. Sedan början av 1900-talet har den blivit noggrant övervakat av flera observatörer.

## Egenskaper
Chi Cygni är en röd jättestjärna av spektralklass S6-9/1-2e, som befinner sig på asymptotiska grenen. Det betyder att den har förbrukat dess helium i kärnan, men är inte tillräckligt stor för att börja bränna tyngre element och fusionerar för närvarande väte och helium i koncentriska skal. Den klassificeras som en S-typstjärna på grund av banden av zirkoniumoxid och titanoxid i dess spektrum. Jämfört med andra stjärnor av typ S är ZrO-banden svaga och band från VO är synliga, så att spektret ibland beskrivs som MS, mellan ett normalt M-spektrum och S-typen. Det visar också spektrallinjer från s-processelement som technetium, som produceras naturligt i AGB-stjärnor som Mira-variabler. Stjärnan har en massa som är drygt 2,1 gånger solens massa, en radie som är ca 350 - 480 gånger större än solens och utsänder ca 6 000 - 9 000 gånger mera energi än solen från dess fotosfär vid en effektiv temperatur på ca 2 450 -  2 750 K.

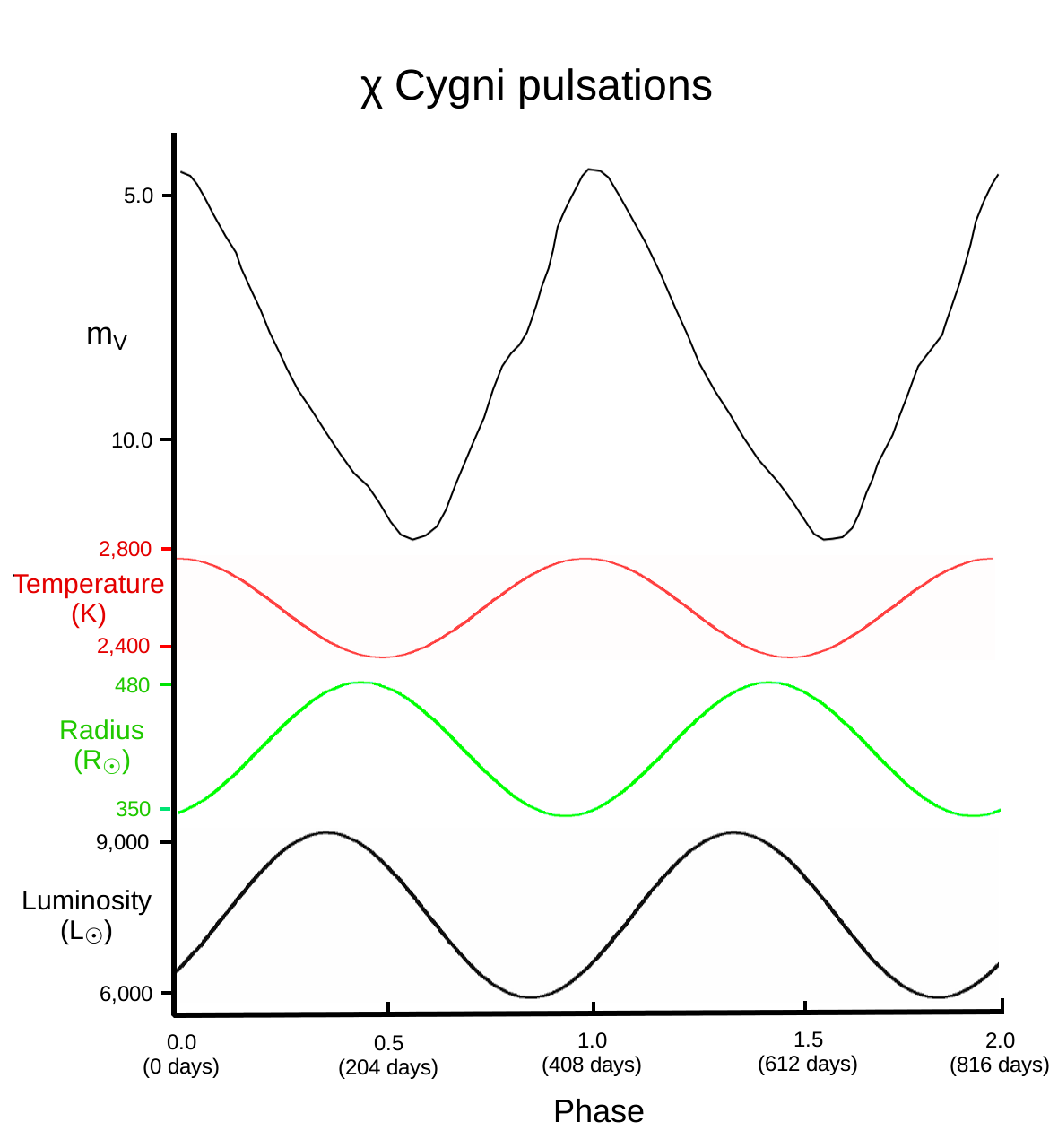
Variationer i skenbar magnitud, temperatur, radie, and bolometrisk luminositet när Chi Cygni pulserar.

Chi Cygni är en pulserande variabel av Mira Ceti-typ. Stjärnan är en av stjärnhimlens ljusstarkaste Miravariabler näst efter prototypstjärnan själv, Mira. Den varierar mellan skenbar magnitud +3,3 och 14,2 med en period av 408,05 dygn. Det stora skenbara magnitudintervallet skapas av en växling av elektromagnetisk strålning från infraröd när temperaturen ökar, och genom bildning av molekyler som absorberar synligt ljus vid låga temperaturer.